# 玄蕃寮
玄蕃寮（げんばりょう）は、日本の律令制において治部省に属する機関である。和名は「ほうしまらひとのつかさ」、唐名は崇玄署、典客署、鴻臚寺。
「玄」は僧侶（ほうし）、「蕃」は外国人・賓客（まらひと）のこと。

## 職掌
度縁や戒牒の発行といった僧尼の名籍の管理、宮中での仏事法会の監督、外国使節の送迎・接待、在京俘囚の饗応、鴻臚館の管理を職掌とした。

## 職員
- 頭（従五位下相当 唐名:崇玄署令、典客郎中、鴻臚卿、主客郎中）一名
  - 和銅元年（708年） 3月22日：賀茂吉備麻呂
- 助（従六位上相当 唐名:崇玄令史、鴻臚少卿、主客員外郎、祠部員外郎）一名
- 允（従七位下相当 唐名:崇玄丞、典客丞、鴻臚丞、主客員外郎）一名
- 属（唐名:崇玄史府、典客主事、鴻臚館、祠部主事）
  - 大属（従八位下相当）一名
  - 少属（大初位上相当）一名
- 史生　新設　四名
- 寮掌　新設
- 使部　二十名
- 直丁　二名